# Capote – en iskall mordgåta
Capote – en iskall mordgåta (engelska: Infamous) är en amerikansk dramafilm från 2006 som bygger på en bok av George Plimpton. I huvudrollerna ses Toby Jones, Sandra Bullock, Lee Pace, Daniel Craig och Jeff Daniels.

## Rollista i urval
- Toby Jones som Truman Capote
- Sandra Bullock som Harper Lee
- Lee Pace som Richard Hickock
- Daniel Craig som Perry Smith
- Jeff Daniels som Alvin Dewey
- Peter Bogdanovich som Bennett Cerf
- Hope Davis som Slim Keith
- Isabella Rossellini som Marella Agnelli
- Juliet Stevenson som Diana Vreeland
- Sigourney Weaver som Babe Paley